# يو إف سي 161
يو إف سي 161: إيفانز ضد هندرسون (بالإنجليزية: UFC 161: Evans vs. Henderson)‏ هو حدث لفنون القتال المختلطة نظمته يو إف سي، أُقيم في 13 يونيو 2013، على أم تي أس سنتر في وينيبيغ، مانيتوبا، كندا.